# Ardy Lightfoot
Ardy Lightfoot è un videogioco a piattaforme uscito per Super Nintendo nel 1993 in Giappone e nel 1996 negli USA. Sviluppato da ASCII, fu pubblicato da Titus negli Stati Uniti d'America.
Ardy Lightfoot è un suricato antropomorfo accompagnato dal suo migliore amico Pec, un pinguino blu di forma rotondeggiante.

## Trama
La storia del gioco narra che il sacro arcobaleno è stato spezzato in sette pezzi e tocca ad Ardy ritrovarli tutti. Chiunque ottenga tutti e sette i pezzi  potrà esaudire un desiderio. Un re malvagio di nome Visconti ha già ottenuto un pezzo e sta cercando gli altri. Per questo motivo ha mandato diverse creature e sottoposti, come Beecroft, Catry  e altri. Queste creature si oppongono ad Ardy durante il gioco. Ardy è aiutato da amici lungo la sua strada come il vecchio del villaggio (di cui non si sa il nome), la giovane Nina ed un misterioso avventuriero di nome Don Jacoby (molto in stile Indiana Jones).

## Modalità di gioco
Pec può essere usato come un'arma, o può prendere il posto di altri strumenti utili, come una mongolfiera o un distruttore di rocce. Se Ardy viene colpito da un nemico quando è in compagnia di Pec, quest'ultimo sparisce e può essere recuperato da una cesta. Se Ardy è senza Pec, può sempre attaccare i nemici saltandoci sopra con la coda. Egli può anche proteggersi temporaneamente dai nemici e dalle spine nascondendosi dietro uno specchio.

## Cambiamenti nella versione USA
Quando Titus ha pubblicato Ardy Lightfoot per il pubblico americano, furono introdotte alcune modifiche. Queste includevano numerosi sprite, come la posa da "attesa" di Ardy, la rimozione degli animali che piangevano sullo sfondo del livello della foresta, e nel livello 6 "Eaten!" (Mangiato!), lo sprite della "pila di ossa" di Catry a causa della morte per acido fu rimpiazzato da uno sprite di Catry che giace a terra; anche l'acido che colava dal tetto fu rimosso.